# Inharrime
Inharrime – miasto na Mozambiku, w prowincji Inhambane.